# Famille Alessandri
Pour les articles homonymes, voir Alessandri.
 (novembre 2024).
Si vous disposez d'ouvrages ou d'articles de référence ou si vous connaissez des sites web de qualité traitant du thème abordé ici, merci de compléter l'article en donnant les références utiles à sa vérifiabilité et en les liant à la section « Notes et références ».
La famille Alessandri est une ancienne famille florentine. La maison est encore présente et possède le titre nobiliaire de comte.

## Histoire

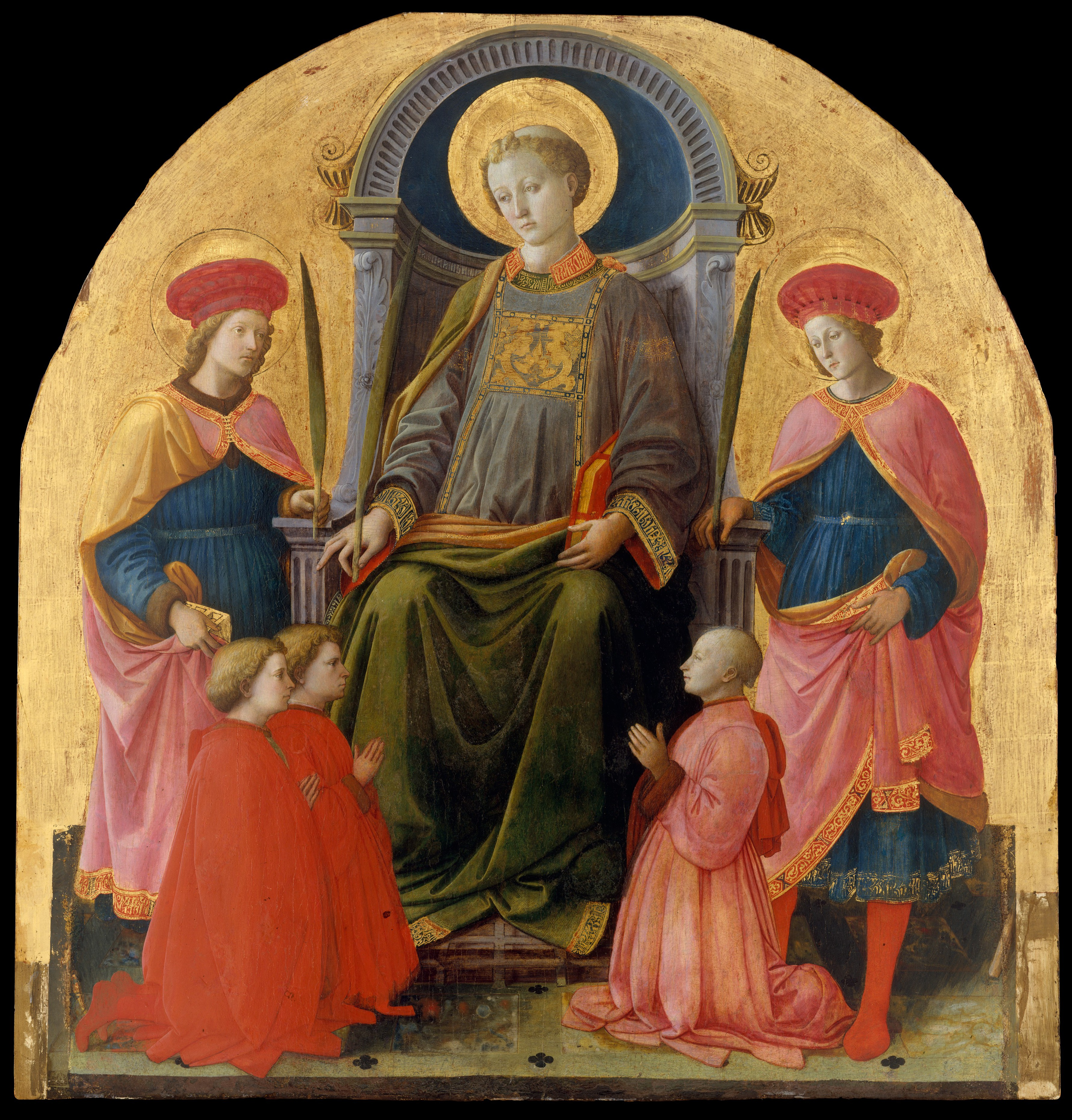
Fra Filippo Lippi, retable Alessandri (panneau central).

L'origine de la famille est celle d'une branche collatérale de la famille Albizzi avec la séparation des frères Alessandro et Bartolomeo degli Alessandri qui ont pris les distances d'avec leurs parents dont l'obtention du titre magnati limitait l'activité économique et politique.
Les Alessandri ont été inscrits à Arte della Lana  et, pendant le Tumulto dei Ciompi, ils s'opposèrent à Michele di Lando et les Ciompi, ce qui provoqua l'incendie et la mise à sac de leur palais.
La famille possédait jusqu'en 1827 le Château de Vincigliata (dit La Torre) et les terrains alentour. Pour l'église du château, Alessandro degli Alessandri   commanda à Fra Filippo Lippi le retable Alessandri montrant saint Laurent trônant entouré des saints Côme et  Damien  et de donateurs dans son panneau central.
La famille compte vingt-trois prieurs et dix gonfaloniers.
En 1439 l'empereur byzantin Jean VIII Paléologue, venu à Florence pour le Concile, attribua à la famille le titre de comte, confirmé au XVIe siècle par le pape Léon X et en 1844 par le pape Grégoire XVI.

## Blason

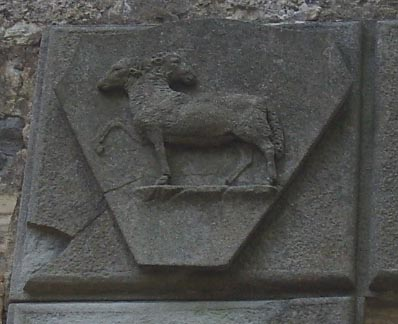
Blason des Alessandri, villa de Maiano.

Le blason représente un mouton (rappel de l'activité lainière) à deux têtes (rappel des deux frères ayant donné naissance à la lignée).

## Pour approfondir